# Quận Montgomery, Ohio
Quận Montgomery là một quận thuộc tiểu bang Ohio, Hoa Kỳ. Quận lỵ đóng ở Dayton6. 
Sân bay quốc tế Dayton tọa lạc tại quận này.
Theo điều tra dân năm 2010, dân số quận là 535.153 người, làm cho quận này có dân số đông thứ năm ở Ohio. Quận lỵ là Dayton. Tên quận được đặt theo tên của Richard Montgomery, một tướng cách mạng Mỹ tử trận năm 1775 trong khi cố gắng chiếm giữ thành phố Quebec, Canada. [5]
Quận Montgomery là một phần của Dayton, khu vực thống kê đô thị Ohio.

## Địa lý
Theo Cục điều tra dân số Hoa Kỳ, quận này có diện tích km2, trong đó có km2 là diện tích mặt nước.